# لحمة

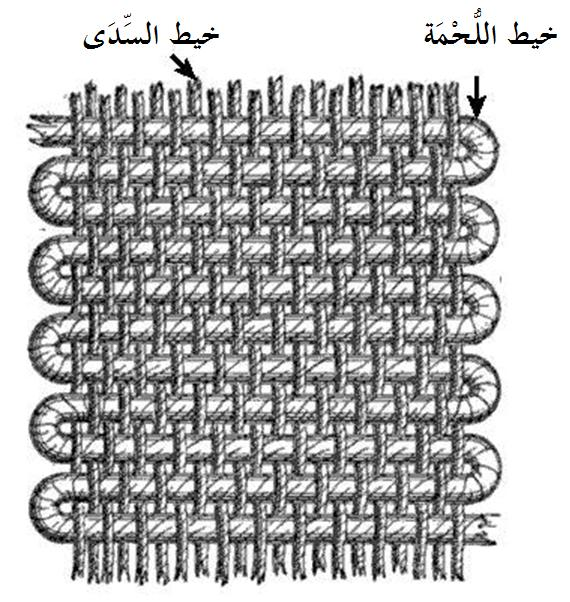
خيوط السدى واللحمة في النسيج السادة

خيوط اللُّحْمَة (بالإنجليزية: Weft)‏ في الأقمشة المنسوجة هي الخيوط التي تمتد عرضًا وأفقيًا فوق وتحت خيوط السدى لتشكل القماش. أو هي الخيوط التي تمتد من الحاشية إلى الحاشية الأخرى. وتسمى خيوط اللحمة أيضا باسم خيوط «الحدف» وخيوط الملء.
وقد تكون خيوط اللحمة من الخيوط المغزولة أو من خيوط الشعيرات. وقد استخدمت الألياف الصوفية والقطنية والكتان سابقا. والآن تستخدم إضافة إليها خيوطًا من الألياف الاصطناعية.
لا تحتاج خيوط اللحمة كما هي الحال في خيوط السدى إلى التبويش لزيادة قوتها. وهي تكون ببرم أقل من خيوك السدى لأنها تتعرض لإجهادات أقل أثناء عملية النسج ولذلك تتطلب قوة أقل.
يمرر خيط اللحمة عبر خيوط السدى باستخدام تقنيات مختلفة أقدمها هو استخدام المكوك.